# Trichosetodes lasiophyllus
Trichosetodes lasiophyllus is een schietmot uit de
familie Leptoceridae. De soort komt voor in het Oriëntaals gebied.